# Teoría de los afectos
La teoría o doctrina de los afectos (del término alemán «Affektenlehre», muy en uso en los siglos XVII y XVIII) es una teoría relativa a los afectos característica del periodo Barroco.

## Descartes
Desde la Antigüedad clásica se pensaba que la música puede inspirar emociones y ciertas características musicales podían impulsar diferentes pasiones. En 1649, René Descartes publicó su tratado Las pasiones del alma. Desde este punto de vista filosófico se puede llegar a conclusiones como que los afectos están asociados a la actividad psicológica, son provocados por causas ajenas al individuo, pero actúan en él. Una vez que esto pasa, la persona seguirá con ese estado afectivo hasta que algún factor lo modifique. Otro de los puntos destacables es que los afectos pueden nombrarse, clasificarse e incluso mezclarse entre sí dando lugar a otros afectos que podrían denominarse no principal
Según Descartes, esas pasiones primarias son la alegría, la tristeza, el odio, el amor, la admiración y el deseo. Las cuatro primeras se organizan como una serie de combinaciones de actividad-inactividad del cuerpo y de placer-sufrimiento. La alegría se muestra como un afecto activo, mientras que la tristeza se muestra como inactividad. El odio es un afecto activo, al igual que la alegría pero doloroso y el amor combina el placer con la inactividad. El interés que se tiene por identificar y poder dar corbeta a las emociones concretas se dan principalmente en las artes visuales del siglo XVII.

## Teoría de los afectos en la música
Ya en el siglo XVI, personajes como Zarlino, Vicentino o Galilei escribieron sobre los afectos en la música, pero sin duda tomaron importancia en el XVII con Mersenne y Kircher. Aun así, la idea de que un compositor puede obtener ciertas emociones mediante la invención musical procede de la ópera en los escritos vinculados a la misma poco después de 1700.
En el prefacio de Componimenti musicali de Keiser ya se dice que el objetivo principal de un aria es la expresión intensa y clara de las emociones específicas expresadas por palabras y sentidas por los personajes. Cabe destacar que las arias es la parte en la que se expresan los sentimientos en las óperas, mientras que en los recitativos es donde tiene lugar la acción de manera general. Esto que decía Keiser causó que contemporáneos suyos como libretistas o compositores escribieran sobre el tema. Otro autor como Mattheson nombra veintiséis emociones y afectos que pueden ser realizados en el aria de una ópera, y además ofrece sugerencias concretas para su expresión musical. Estas características mencionadas por los autores las usan los compositores para mover al oyente a un determinado afecto. Se podría llegar a la conclusión de que los rasgos musicales promovían esa actividad y esa inactividad en el cuerpo. 
Ejemplos de la actividad son el tempo rápido, los patrones rítmicos ascendentes, intervalos amplios, dinámicas fuertes... Mientras, los ejemplos de sufrimiento son las tonalidades menores, disonancias, cromatismos, un cambio abrupto en la tonalidad o contornos melódicos muy marcados entre otros. También se da la opción de que los efectos que se dan en el cuerpo por la música y la poesía tienen que ver con la teoría de los cuatro humores del cuerpo (optimista, colérico, flemático y melancólico), según el libretista Feind.
Más tarde se dieron modificaciones en la teoría que tenía lugar hacia las características musicales que hablaban de los afectos. Estas modificaciones son las siguientes:
1. Las características musicales que mueven los efectos creando actividad, inactividad, placer o sufrimiento son dadas por una mezcla de otras características diferentes, las cuales producen un afecto diferente o el opuesto a este.
2. Los músicos de comienzos del XVIII no pensaban que una determinada aria o pasaje musical solo llegaría a despertar una emoción en el espectador.
3. Los compositores trataban de identificar ciertas características con una emoción concreta y si esta emoción acababa siendo compartida por la mayoría se hacía una asociación de característica- afecto.
4. Muchos ejemplos musicales no se relacionan directamente con ciertos efectos, sino con imágenes o conceptos que lleven a esas emociones.
5. La interpretación toma gran importancia, puesto que muchos de los efectos que se mueven tienen que ver con ella. Por esto, muchos de los consejos que se dan en los tratados son escritos para los intérpretes.
Muchas de las características musicales que se asocian a afectos se cuentan con los ritmos de danza, determinados instrumentos, las tonalidades y un elevado número de temas musicales.
Los principios generales que son comunes a la mayor parte de los escritos musicales que tratan sobre los afectos: la expresión emocional de un movimiento musical es resultado de la invención musical y se caracteriza en su totalidad; distintos rasgos expresivos de la música son los promotores de actividad- inactividad, placer- sufrimiento; otros rasgos de la música son únicamente signos convencionales que funcionan a partir de la memoria; una obra o fragmento va a inspirar distintos afectos y el compositor puede usarlos como el carácter del personaje o de la situación que se dé; los rasgos que definen su afecto en la obra pueden estar junto a otros que no contribuyen a definir la misma; y la música se relaciona únicamente con una parte del contenido afectivo del texto, no en su totalidad.